# 朴榮鄰
朴榮鄰（韓語：박영린，1984年2月24日—），韓國女演員。

## 簡歷
朴榮鄰於2006年擔任《演藝家中介》採訪主持出道，至2008年起參演電視劇成為演員，並曾於2013年及2017年曾擔任晨間劇的主角角色。她曾於2014年初至2019年5月間以藝名朴泰仁（박태인）進行演藝活動，至參演《優雅的家》前改回本名。

## 演出作品

### 電視劇
- 2008年：MBC《愛你，別哭》
- 2011年：tvN《Birdie Buddy》飾演 朴恩珠
- 2012年：tvN《仁顯王后的男人》飾演 尹娜英
- 2013年：SBS《你的女人》飾演 閔世淵
- 2015年：KBS《Blood》飾演 徐惠理
- 2017年：SBS《甜蜜的冤家》飾演 洪世娜
- 2019年：MBN《優雅的家》飾演 皇甫珠英
- 2020年：KBS《危險的約定》飾演 吳惠媛
- 2020年：SBS《火鳥2020》飾演 尹美蘭/Miranda

### 電影
- 2018年：《她們的苦衷》飾演 李藝娜[3]

## 外部連結
- 朴榮鄰的Instagram帳戶